# Markszajder
Markszajder (niem. Markscheider) – mierniczy górniczy, nadawał kierunek poszukiwaniom i odbudowie złoża.

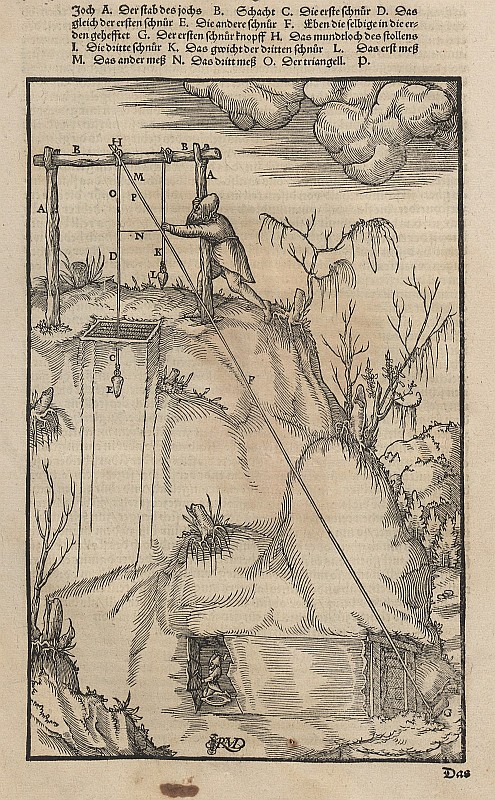
Markszajder przy pomiarze szybu